# دكان جميلة (مسلسل)
دكان جميلة هو مسلسل اجتماعي درامي يمني بلهجة صنعانية يُعرض بقوالب كوميدية وسرد قصصي متسلسل من إخراج معتز حسام وتأليف محمد صالح الحبيشي. المسلسل من إنتاج قناة المهرية الفضائية وشركة النبيل للإنتاج الفني.

## أحداث المسلسل
تدور أحداث المسلسل في إحدى القرى اليمنية حيث يسرد المسلسل حكاية الفتاة "جميلة" العصامية المكافحة، كما يعرض المسلسل محطات وصور من صراعات الخير والشر، الحب والكراهية، والكثير من القضايا الاجتماعية الأخرى.
ويتناول المسلسل العديد من القضايا والمواضيع الاجتماعية المعيشية المعاصرة التي يواجهها معظم أبناء الشعب اليمني والتي يعرضها المسلسل بقوالب كوميدية.

## طاقم العمل
| الممثل          | الدور |
| --------------- | ----- |
| محمد قاسم قحطان |       |
| سالي حمادة      |       |
| نبيل الآنسي     |       |
| نجيبة عبدالله   |       |
| عبدالله الكميم  |       |
| منال المليكي    |       |
| توفيق الأضرعي   |       |
| كمال طماح       |       |
| هديل مانع       |       |
| غيداء جمال      |       |
| بكار باشراحيل   |       |
| خالد البحري     |       |
| مروى خالد       |       |
| بشير العزيزي    |       |
| فوزية قاسم      |       |
| اشواق علي       |       |
| مروان الزرقة    |       |
| فريال يوسف      |       |
| صالح الأسمر     |       |
| نادر عزيز       |       |
| خالد اليوسفي    |       |
| سارة الآغا      |       |
| هبة الله خالد   |       |